# شلال إقفاري
الشلال الإقفاري هو سلسلة من التفاعلات الكيميائية الحيوية التي تحدث في الدماغ وغيره من الأنسجة الهوائية بعد ثوانٍ أو دقائق من الإصابة بالإقفار (الإمداد غير الكافي من الدم). ويحدث الشلال الإقفاري عادةً كنتيجة ثانوية للسكتة الدماغية أو الإصابة أو السكتة القلبية بسبب النوبات القلبية. تقوم معظم العصبونات الإقفارية عند موتها بتلك التفاعلات بسبب تنشيط المواد الكيميائية التي يتم إفرازها خلال الإقفار وبعده. وعادةً ما يستمر الشلال الإقفاري لساعتين أو ثلاث ساعات، وقد يستمر لأيام متعددة حتى بعد تدفق الدم بصورة طبيعية.
الشلال هو سلسلة من الأحداث، التي يكون فيها كل حدث سببًا للحدث الذي يليه، بشكلٍ خطي. وفي حقيقة الأمر، يعتبر مصطلح «الشلال الإقفاري» مصطلحًا مغلوطًا لأن الأحداث لا تكون خطية بالضرورة: فقد تكون دائرية في بعض الحالات، وفي بعض الأوقات قد يتسبب الحدث في إنتاج، أو يحدث بسبب، العديد من الأحداث. بالإضافة إلى ذلك، قد تمر الخلايا التي تحصل على كميات مختلفة من الدم بعمليات كيميائية مختلفة. وعلى الرغم من تلك الحقائق، يُمكن تحديد خصائص الشلال الإقفاري بشكلٍ عام كالتالي:
1. يتسبب نقص الأكسجين في فشل عمليات العصبون الطبيعية المسئولة عن إنتاج ثلاثي فوسفات الأدينوسين (ATP) اللازم لإنتاج الطاقة.
2. تنتقل الخلايا إلى الأيض اللا هوائي، وتنتج الحمض اللبني.
3. تفشل مضخات نقل الأيونات التي تعتمد على ثلاثي فوسفات الأدينوسين، مما يتسبب في إزالة استقطاب الخلية، ويسمح للأيونات بما فيها الكالسيوم، (Ca++) بالتدفق إلى الخلية.
4. لا تتمكن مضخات الأيونات من نقل الكالسيوم خارج الخلية بعد ذلك، وترتفع مستويات الكالسيوم داخل الخلية ارتفاعًا حادًا.
5. يحفز وجود الكالسيوم إطلاق غلوتومات الناقل العصبي للحمض الأميني الإثاري.
6. تعمل الغلوتومات على تحفيز مستقبلات إيه إم بي إيه (AMPA) ومستقبلات إن إم دي أيه (NMDA) المنفذة للكالسيوم (Ca++) التي تنفتح لتسمح بدخول المزيد من الكالسيوم إلى الخلية.
7. يزيد الدخول المفرط للكالسيوم من تهيج الخلية، مما يتسبب في إنتاج الكيماويات الضارة؛ مثل الجذور الكيميائية الحرة وأنواع الأكسجين التفاعلية والإنزيمات التي تعتمد على الكالسيوم مثل الكالبين ونوكليازات الاقتطاع الداخلية والأتبازات (ATPase) والفسفوليبازات في عملية تسمى التسمم الاستثاري.[5][6] ويمكن للكالسيوم أيضًا أن يتسبب في إطلاق المزيد من الغلوتومات.
8. بينما تعمل الفسفوليبازات على تحطيم الغشاء الخلوي، فإنه يصبح أكثر نفاذية، ويسمح بتدفق المزيد من الأيونات والكيماويات الضارة إلى داخل الخلية.
9. تتحطم المتقدرة، مما يتسبب في إطلاق السموم وعوامل الاستماتة إلى داخل الخلية.
10. يبدأ شلال الاستماتة التي تعتمد على الكاسباز، مما يتسبب في «انتحار» الخلايا.
11. إذا ماتت الخلية بسبب النخر، فإنها تُطلق الغلوتومات والكيماويات السامة في البيئة المحيطة بها. تتسبب السموم في تسميم العصبونات المجاورة، كما تستطيع الغلوتومات أن تزيد من استثارتها.
12. عند إعادة إرواء الدماغ، تتسبب مجموعة من العوامل في إصابة إعادة الإرواء.
13. تزداد الاستجابة الالتهابية، وتبتلع الخلايا البلعمية الأنسجة التالفة التي لازالت قابلة للحياة.
14. تتسبب الكيماويات الضارة في تدمير الحاجز الدموي الدماغي.
15. تحدث الوذمة الدماغية (تورم الدماغ) بسبب تسرب الجزيئات الكبيرة، مثل الألبومينات من الأوعية الدموية عن طريق الحاجز الدموي الدماغي التالف. وتتسبب هذه الجزيئات الكبيرة في دخول المياه إلى نسيج الدماغ بعدها عن طريق التناضح. وتتسبب هذه «الوذمة وعائية المنشأ» في ضغط نسيج الدماغ وتدميره.

## تخفيف الآثار
يتضمن الشلال الإقفاري عددًا من الخطوات، الأمر الذي قاد الأطباء إلى الاعتقاد بأن إنتاج حاميات الأعصاب مثل محصرات قنوات الكالسيوم أو مضادات الغلوتومات قد يعرقل الشلال عند أي خطوة من الخطوات، وبالتالي يمنع الآثار التالية. وعلى الرغم من أن بعض محاولات إنتاج هذه النوعية من أدوية حماية الأعصاب كانت مبشِّرة بعض الشيء في البداية، فقد فشلت التجارب السريرية على البشر التي أجريت مؤخرًا باستخدام حاميات الأعصاب هذه مثل مضادات مستقبل إن إم دي أيه (NMDA).[بحاجة لمصدر]
وفي 7 أكتوبر 2003، حصلت وزارة الصحة والخدمات البشرية الأمريكية على براءة اختراع رقم 6630507 بعنوان «الكانوبيونيدات كمضادات للتأكسد وحاميات للأعصاب»، بناءً على البحث الذي أجراه المعهد الوطني للصحة العقلية (NIMH) والمعهد الوطني للاضطرابات العصبية والسكتة الدماغية (NINDS). وأقر هذا البحث بأن الكانابينويدات «مفيدة في علاج الأمراض المصاحبة للأكسدة والوقاية منها، كالأمراض الإقفارية والالتهابية...وذاتية المناعة. وقد أثبتت الكانابينويدات فعاليتها كحاميات أعصاب لتقليل الضرر العصبي الناتج عن الحالات الإقفارية، مثل السكتة الدماغية والصدمة...»
في 17 نوفمبر 2011، ووفقًا للمادة 209 (ج) (1) من دستور الولايات المتحدة والمادة 37 من مجموعة اللوائح الفيدرالية الجزء رقم 404 البند 7(أ) (1) (ط)، نشر كل من وزارة الصحة والخدمات البشرية الأمريكية ومعاهد الصحة الوطنية في السجل الفيدرالي أنهم يفكرون في منح شركة كانالايف للعلوم، والتي لها العديد من الفروع في نيويورك والولايات المتحدة، رخصةً حصرية لتطبيق الاختراع الأمريكي الذي يحمل براءة اختراع رقم 6,630,507، وتحت عنوان «الكانابينويدات كمضادات للأكسدة وحاميات للأعصاب» والرقم التسلسلي للتطبيق PCT/US99/08769 وما يعادله من الاختراعات الأجنبية بعنوان «الكانابينويدات كمضاداتٍ للأكسدة وحاميات للأعصاب». وقد تم منح براءة الاختراع هذه ونظائرها الأجنبية لحكومة الولايات المتحدة الأمريكية. وقد تكون الرخصة الحصرية المرتقبة دوليةً، وقد ينحصر مجال استخدامها في: تطوير وبيع الكانابينويدات والأدوية التي تعتمد على الكانابيديولات كمضادات الأكسدة، وحاميات الأعصاب بهدف الاستخدام البشري لعلاج مرض الاعتلال الدماغي الكبدي، وذلك وفق ما ذكرته حقوق براءة الاختراع المرخص.